# Корнати
Корнати (хрв. Kornati) или Корнатски архипелаг (хрв. Kornatsko otočje) је архипелаг који се налази у северној Далмацији, западно од Шибеника и јужно од Задра, унутар Шибенско–книнске жупаније. Архипелаг се састоји од око 125 острва и заузима површину од 320 km2.
Архипелаг је 1980. године проглашен националним парком. Укупна површина овог националног парка је око 220 km2, а састоји се од 89 острва, острваца и хриди. Од површине парка, само око 1/4 је копно, док је преостали део морски екосистем.
Корнат, с површином од 32,44 km2, највеће је острво у овом архипелагу и заузима две трећине националног парка. Острво је дугачко 25,2 km, а широко до 2,5 km. Највиши врх острва Корнат је Метлина, који се налази на надморској висини од 237 м.
Архипелаг нема сталних насеља. Административно највећи део архипелага припада Шибенско-книнској жупанији, док један мањи део припада Задарској жупанији.
У августу 2007. године избио је пожар који је однео живот дванаест ватрогасаца. Догађај је познат као Корнатска трагедија.